# Veronica Maggio

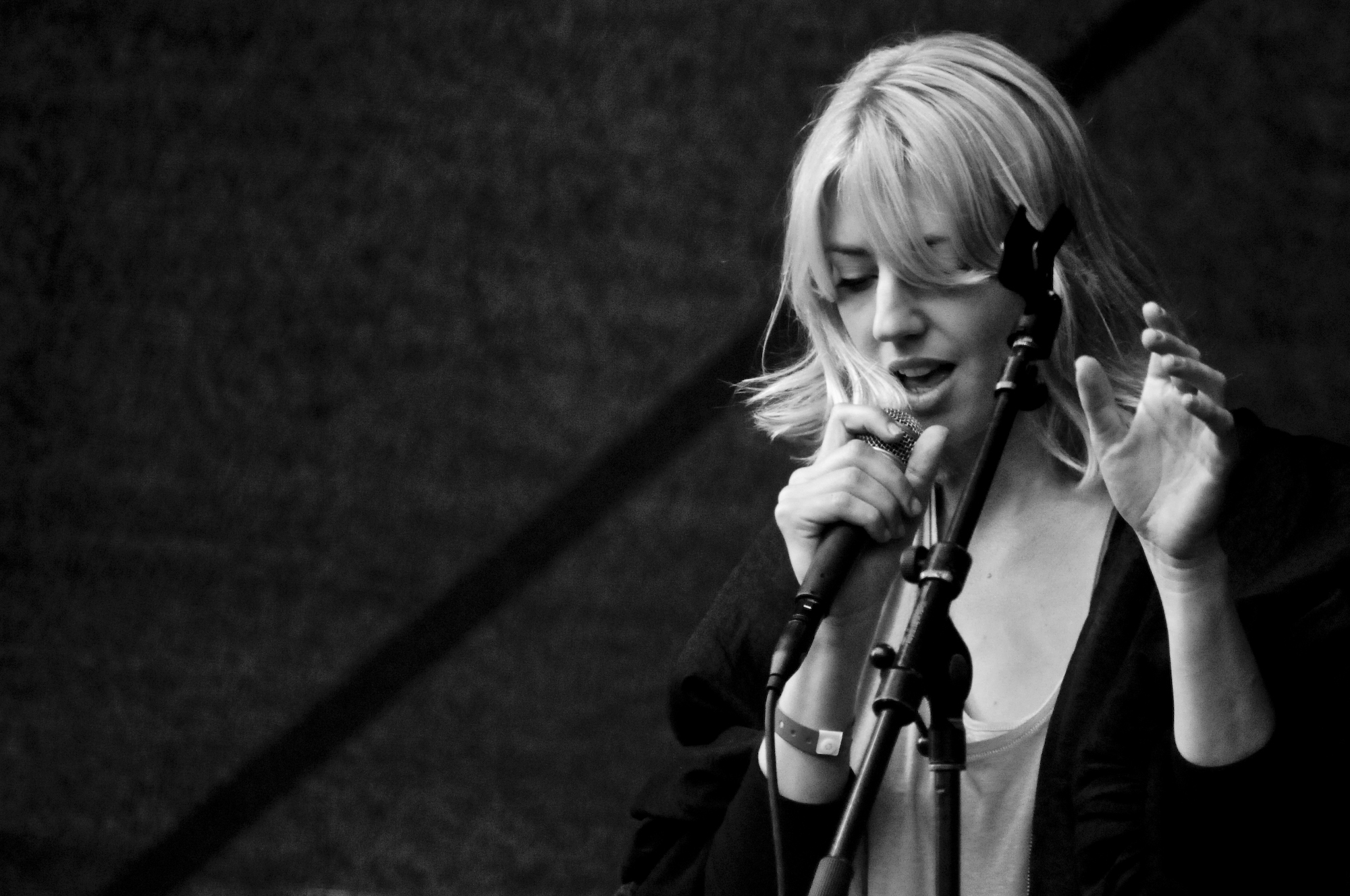
Veronica Maggio 2008. Det året kom Maggios andra album Och vinnaren är….

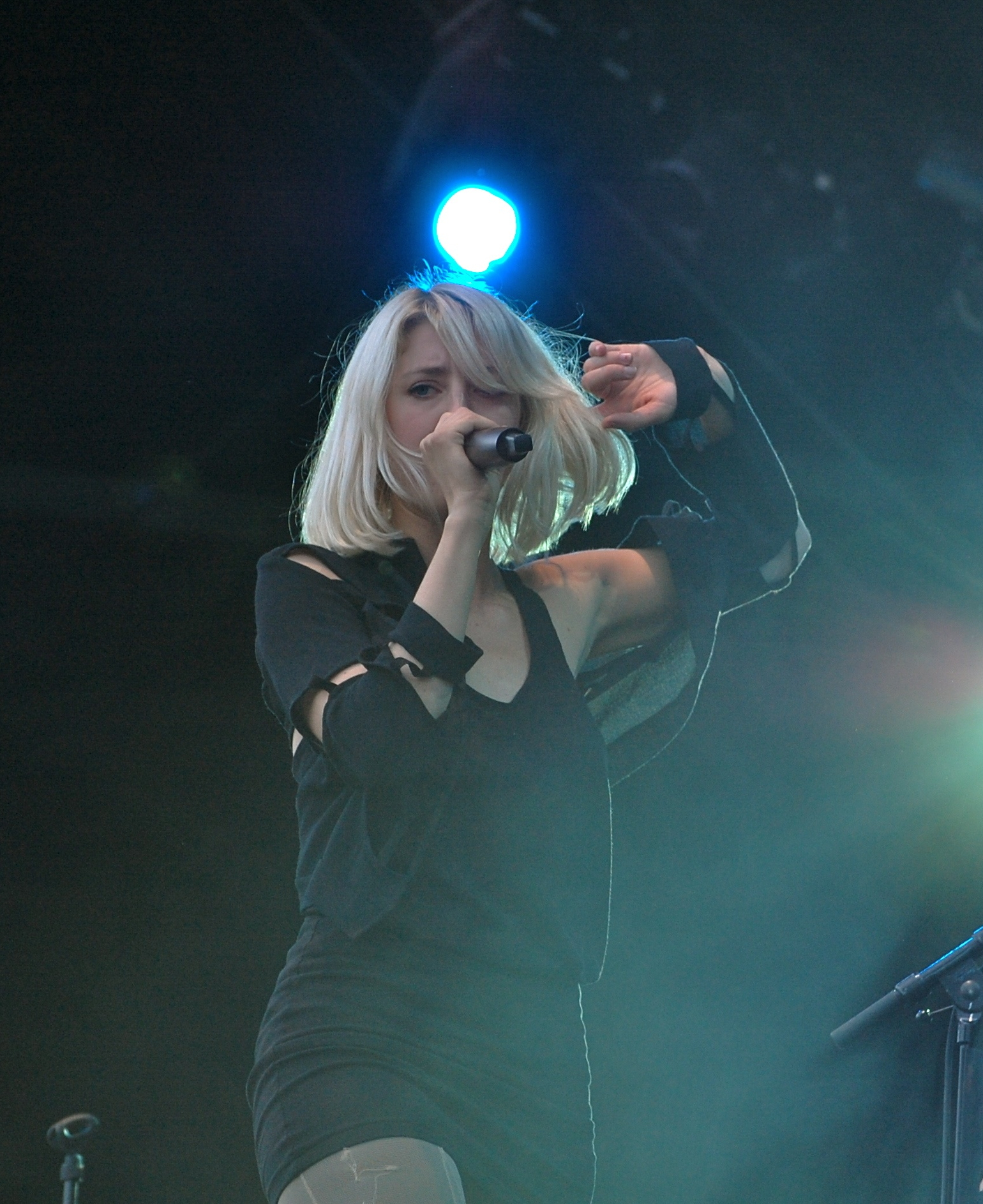
Veronica Maggio 2011. I maj kom det mycket framgångsrika albumet Satan i gatan.

Veronica Sandra Karin Maggio, ursprungligen Sandra Karin Veronica Bellemo, född 15 mars 1981 i Uppsala, är en svensk sångare och låtskrivare. Hennes diskografi består av sju studioalbum och ett tjugotal singlar, varav två som gästartist.
Sedan albumdebuten 2006 utvecklades Maggio till en av 2010-talets mest framgångsrika svenska popartister. 2011 års Satan i gatan, med singeln "Jag kommer", blev ett av årets svenska musikalbum. Även uppföljarna Handen i fickan fast jag bryr mig och Den första är alltid gratis nådde stora listframgångar. Minst tio av hennes singlar har blivit svenska listettor, och totalt har singlar eller album minst 25 gånger nått guld- eller platinastatus. Maggio, som i princip endast sjunger på svenska, har sex gånger belönats med Grammis.
Maggio är den första svenskspråkiga artist som fått över en miljard låtlyssningar på musikströmningstjänsten Spotify.

## Biografi

### Bakgrund
Veronica Maggio har en svensk mor och en italiensk far, som verkade som tandläkare i Venedig. Hennes morfar Sam Mohlin var författare. När Maggio var tio år flyttade hon med sin mor till Toscana, där hon fick börja i italiensk skola. Hon blev medlem i den lokala sång- och danstruppen, vilket ledde till Maggios sångdebut inför publik, när truppen hade konserter på bytorget.
Ett år senare återvände Maggio och hennes mor till Sverige. Där gick hon grundskolans årskurs 4 till 9 på Uppsala Musikklasser. Hon studerade sedan vidare på Bolandgymnasiets estetiska program med musikinriktning, också det i Uppsala. Efter första året i gymnasiet var hon au pair i Österrike, men fick lämna den familj som hon arbetade för. Efter gymnasiet flyttade hon till Norge och därefter till Göteborg och ett – enligt henne själv – misslyckat musikprojekt. Efter det hamnade hon i Stockholm och påbörjade journaliststudier på JMK, vilka dock avbröts efter någon termin.
Vid 17 års ålder bytte hon namnet Bellemo mot Maggio. Hon förklarade i en intervju för tidningen Café att modern varit gift med två italienare, varifrån de båda namnen kommer.

### 2005–2007
Maggio blev upptäckt när hennes framtida manager hörde en av hennes låtar på en kompis dator. Kort därefter började hon arbeta med producenten Stefan Gräslund och de skickade en demo till Universal Music Sverige, vilket resulterade i ett skivkontrakt.
I mars 2006 gav Maggio ut sin debutsingel "Dumpa mig". Hennes andra singel var "Nöjd?". Hon fick skivkontrakt med Universal Music Group och genomförde sommaren 2006 en turné samt TV-debuterade i Sommarkrysset (TV4) den 5 augusti. Senare under året utkom Maggios debutalbum Vatten och bröd. Text och musik var skriven av Stefan Gräslund, förutom rapversen i "Vi har, vi har", som är skriven av LKM, Kristoffer Malmsten.
Vid 2007 års Grammisgala vann Maggio kategorin Årets nykomling.

### 2008–2010
Den 26 mars 2008 kom Veronica Maggios andra album, Och vinnaren är…, som hon skrivit text och musik till och spelat in tillsammans med Oskar Linnros, medlem i musikgruppen Snook.
Och vinnaren är… nådde plats 7 på svenska albumlistan och låg kvar i 77 veckor. Albumet certifierades platina i både Norge och Sverige och såldes i över 70 000 exemplar i Norden. "Måndagsbarn" blev Maggios första singel att gå in på internationella listor; den nådde plats åtta i Danmark och förstaplatsen i Norge och certifierades guld i Danmark. Från albumet släpptes också "Stopp" och "17 år" och den sistnämnda sålde guld i Sverige.
År 2010 medverkade hon på Petters singel "Längesen" från albumet En räddare i nöden. Efter att Petter 2022 senare skaffat Tiktok fick låten ny uppmärksamhet och nådde andra plats på Spotifys topplista över mest spelade svenska låtar.

### 2011–2012
I samband med sitt tredje album Satan i gatan, som släpptes den 27 april 2011, samarbetade hon med bland andra Christian Walz, Markus Krunegård och Carl Wikström Ask. Albumet spelades in i Christian Walz studio på Östermalm i Stockholm. Det gick in på förstaplatsen på svenska albumlistan, och samtliga elva spår gick in på singellistan (via nedladdningar). Under sin första vecka stod Satan i gatan för 30 procent av all albumförsäljning i Sverige. Albumet genererade tre separata singelutgåvor – "Jag kommer", "Välkommen in" och "Mitt hjärta blöder" – som alla tre nådde topp fem på svenska singellistan. Albumet tillförsäkrades trippel platina-status av GLF, och "Jag kommer" certifierades som sju gånger platina.
Sommaren och hösten 2011 turnerade Veronica Maggio i Danmark, Norge och Sverige där hon bland annat uppträdde på festivalen Peace & Love. Åren 2012, 2014 och 2015 deltog hon i Ruisrock-festivalen i finländska Åbo.

### 2013–2015
Maggios fjärde album, Handen i fickan fast jag bryr mig, gavs ut 4 oktober 2013. Den här gången samarbetade hon framför allt med Salem al Fakir i låtskrivande och produktion. Inför albumutgivningen släpptes singeln "Sergels torg" under augusti månad. Albumet inkluderade "Hela huset", en duett med Håkan Hellström. Handen i fickan fast jag bryr mig hade fram till december 2013 toppat Sverigetopplistan vid tre tillfällen. Singeln "Sergels torg" har sålt platina, liksom även "Hela huset". När fjärde albumet Handen i fickan fast jag bryr mig släpptes hade samtliga dess 10 spår synts på Topp 40, och efter 1 vecka hade albumet sålt guld (= 20 000 exemplar). Skivan har inklusive digital nedladdning sålt platina.
Veronica Maggio åkte därefter på en vårturné under januari–februari och med fortsättning fram till sommaren. Maggio uppträdde på stora festivaler som Stadsfesten, Storsjöyran och Bråvallafestivalen. Veronica nominerades inför 2014 års Grammisutdelning i fyra klasser. Albumlåten "Dallas" blev den första av Maggios singlar som kom ut i Danmark.
Den 28 augusti 2014 släppte Maggio ännu en singel från albumet Handen i fickan fast jag bryr mig – låten "Låtsas som det regnar" i en remix av Jarly. Låten släpptes också i en musikvideo regisserad av Måns Nyman.
I oktober 2014 sålde Handen i fickan fast jag bryr mig platina två gånger om (80 000 exemplar), och låten "Hela huset" sålde tre gånger platina (120 000 exemplar)

### 2016–2018
Den 6 maj 2016 gav Maggio ut sitt femte studioalbum, Den första är alltid gratis. Titelspåret med samma namn samt låtarna "Ayahuasca" och "Vi mot världen" släpptes som singlar före albumutgivningen.  Hon har beskrivit plattan som "lite mera mörk och ärlig. Lite tydligare. Lite mera här och nu. Och konstigt nog lite drivigare i mitt i allt det vemodiga." Sommaren 2016 gjorde Maggio nio spelningar i Norge, Danmark, Finland och Sverige, bland annat på Stockholms stadion den 13 augusti.
År 2017 publicerades Allt är för bra nu, en kombinerad fotobok, notbok och musikalisk självbiografi. I samband med bokutgivningen framträdde Veronica Maggio på Bokmässan i Göteborg.
28 januari 2018 presenterades singeln "20 Questions" från "Bergmans Reliquary", en kortfilm om Ingmar Bergmans liv. Låten är med sin sång på engelska ett tydligt avsteg från Maggios tidigare produktion.

### 2019–
I juni 2019 släpptes EP:n Fiender är tråkigt. Den innehåller fem låtar och motsvarar den första halvan av Maggios sjätte album, med samma namn, som gavs ut den 27 september samma år. Hela albumet innehåller 10 låtar, med titlar som bland annat "Kurt Cobain", "Tillfälligheter" och "Solen har gått ner". På Sverigetopplistan har EP:n nått som bäst en femte plats.
29 oktober 2021 släpptes första delen av albumet Och som vanligt händer det något hemskt. Dessförinnan släpptes singlarna ”Se mig” i maj samma år, ”varsomhelst/närsomhelst” i september och ”På en buss” i oktober. 20 maj 2022 släpptes hela albumet med kompletterande melodier som ”Höghusdrömmar”, ”Låt mig gå” och ”Heaven med dig”.
Under hösten 2025 kommer Maggio göra sin långfilmsdebut i romantikfilmen 7 steg. Hon har även skrivit manus till filmen tillsammans med Andreas Öhman.

## Familj
Veronica Maggio har en son född 2010 och en dotter född 2019 tillsammans med sambon Nils Tull, som är medlem i bandet Hoffmaestro.

## Musikintresse och stil
Maggio anser att hennes år på musikskola präglade henne på ett positivt sätt. Eftersom hon var den enda i familjen med musikintresse, kände hon inget tryck hemifrån att bli något stort. Hon kunde därför utforska musiken på egen hand. Under uppväxten hade hon varierande musikerfavoriter, där namn som Mariah Carey, Nirvana, Nina Simone och Whitney Houston passerade förbi.
Idag benämns Maggio ofta som soulsångerska. Hon skriver oftast låttexterna själv men nyttjar i huvudsak andra till att komponera låtarna. De enligt recensenter både banala men träffsäkra låttexterna har ofta självbiografisk inspiration. Albumet Och vinnaren är… innehöll bland annat Måndagsbarn och 17 år, som båda tar upp ungdomens tristess ur olika perspektiv.
| ”                          | Jag var sjutton år, ville inte va' den som blev kvar. | „ |
| – Veronica Maggio, "17 år" |                                                       |   |

Den sistnämnda låten behandlar fest och vardag vid Fyrisån och en tonåring som börjar drömma sig bort, till världen längre bort. Veronica Maggio lämnade själv Uppsala efter första året i gymnasiet och flyttade till Österrike för att arbeta som au pair.

## Diskografi

### Studioalbum
| År   | Titel                                   | Listplaceringar | Listplaceringar | Listplaceringar | Listplaceringar | Utgivning         |
| År   | Titel                                   | SWE             | DEN             | FIN             | NOR             | Utgivning         |
| ---- | --------------------------------------- | --------------- | --------------- | --------------- | --------------- | ----------------- |
| 2006 | Vatten och bröd                         | 14 (13 veckor)  | —               | —               | —               | 6 september 2006  |
| 2008 | Och vinnaren är...                      | 7 (77 veckor)   | —               | —               | 7 (24 veckor)   | 26 mars 2008      |
| 2011 | Satan i gatan                           | 1 (53 veckor)   | 24 (5 veckor)   | 33 (1 vecka)    | 2 (32 veckor)   | 27 april 2011     |
| 2013 | Handen i fickan fast jag bryr mig       | 1 (225 veckor)  | —               | 32 (1 vecka)    | 2 (16 veckor)   | 4 oktober 2013    |
| 2016 | Den första är alltid gratis             | 1 (68 veckor)   | —               | 33 (2 veckor)   | 6 (3 veckor)    | 6 maj 2016        |
| 2019 | Fiender är tråkigt                      | 1 (59 veckor)   |                 |                 | 40              | 27 september 2019 |
| 2022 | Och som vanligt händer det något hemskt |                 |                 |                 |                 | 20 maj 2022       |

### Böcker
- Allt är för bra nu (Max Ström, 2017)

## Utmärkelser och renommé
- 2018 – Platinagitarren[46]
- 2023 – Litteris et Artibus

### Grammis
- 2007 – Grammis - Årets nykomling [4]
- 2012 – Grammis - Årets pop [47]
- 2012 – Grammis - Årets kompositör (med Christian Walz)[47]
- 2012 – Grammis - Årets textförfattare (med Christian Walz)[47]
- 2014 – Grammis - Årets pop[48]
- 2023 – Grammis - Årets pop[49]

### P3 Guld
- 2014 – P3 Guld - Årets artist[50]
- 2015 – P3 Guld - Guldmicken[51]
- 2023 – P3 Guld - Årets låtcitat (Veronica Maggio & Miriam Bryant)
- 2023 – P3 Guld - Hederspris P3 Ikon

### Rockbjörnen
- 2011 – Rockbjörnen - Årets svenska låt[52]
- 2011 – Rockbjörnen - Årets kvinnliga liveartist[52]
- 2014 – Rockbjörnen - Årets svenska låt[53]

### Gaffa-priset
- 2011 – Gaffa-priset - Årets svenska album[54]
- 2011 – Gaffa-priset - Årets svenska soloartist[54]
- 2011 – Gaffa-priset - Årets svenska hit[54]
- 2019 – Gaffa-priset - Årets svenska album

Maggio är den första helt svensksjungande artist som fått över en miljard låtlyssningar på musikströmningstjänsten Spotify. Detta skedde i februari 2022.